# Obywatele rzymscy

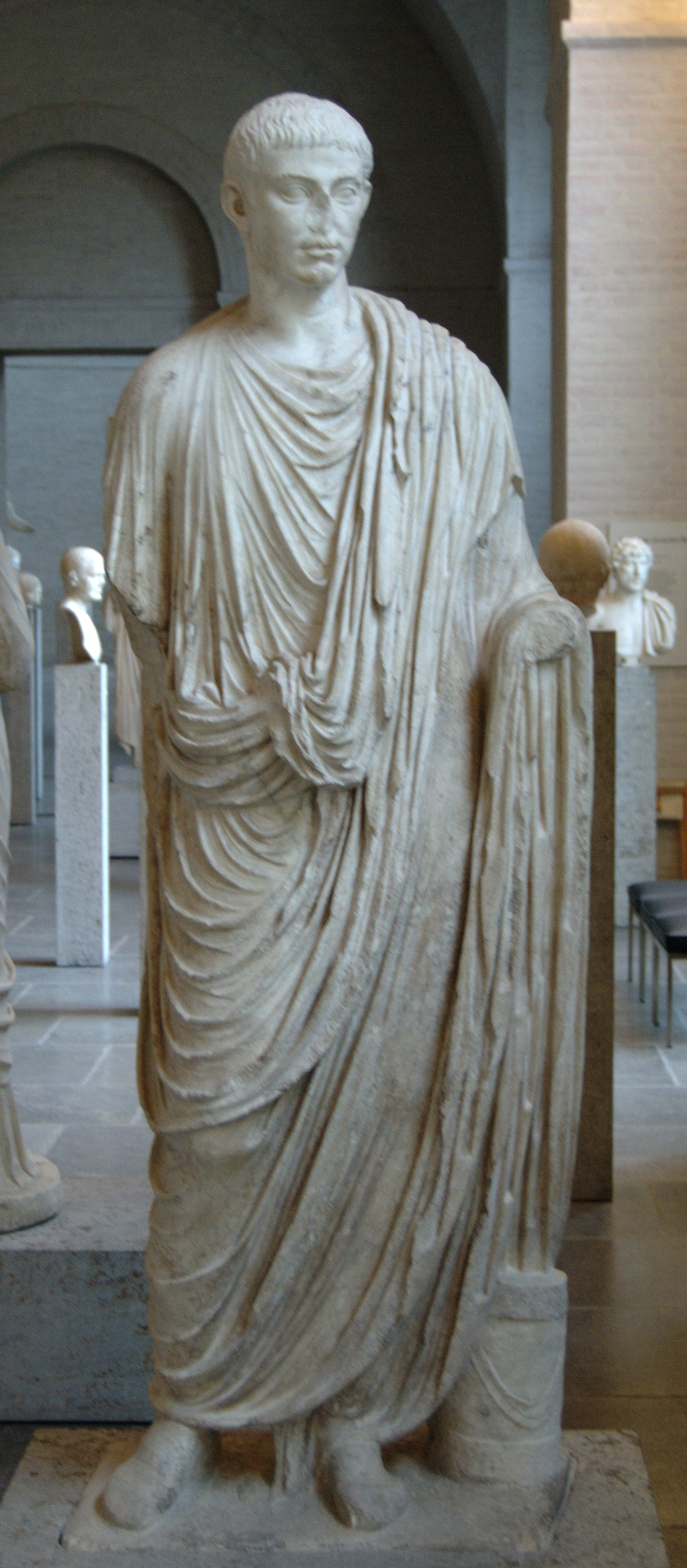
obywatel rzymski

Obywatele rzymscy (łac. cives Romani, pierwotnie – quirites, później ogólnie – cives) – w prawie rzymskim kategoria osób wolnych, którym status civitatis umożliwiał korzystanie z pełnej rzymskiej zdolności prawnej.

## Nabycie obywatelstwa rzymskiego
Co do zasady obywatelstwo nabywało się przez urodzenie z rzymskiego małżeństwa, w którym oboje małżonków posiadało rzymskie obywatelstwo, a przynajmniej mieli je w momencie poczęcia dziecka.
Obywatelstwo rzymskie mogli nabyć Latynowie oraz peregryni (z wyjątkiem peregrini dediticii) na kilka sposobów, zależnie od okresu historycznego.
Ponadto obywatelem rzymskim mógł stać się niewolnik prawidłowo wyzwolony w sposób przewidziany przez prawo cywilne. Uprawnienia wyzwoleńca podlegały jednak pewnym ograniczeniom, był on też zobowiązany do określonych świadczeń na rzecz patrona (byłego właściciela) mogącego go w razie "niewdzięczności" (ingratia) przywrócić do poprzedniego stanu.

## Zdolność prawna obywateli rzymskich
Wolno urodzony obywatel rzymski miał pełnię praw publicznych, na które składały się:
- ius suffragii – prawo uczestniczenia i głosowania na zgromadzeniach ludowych, prawo wybierania wyższych urzędników magistratualnych,
- ius honorum – prawo bycia wybieranym na wszystkie urzędy magistratualne (bierne prawo wyborcze),
- prawo służby wojskowej w legionach rzymskich.

Obywatel rzymski mógł mieć pełną cywilną zdolność prawną, tj. mógł być podmiotem:
rzymskich praw majątkowych, w szczególności własności kwirytarnej oraz
rzymskiej władzy rodzinnej, tj. manus, patria potestas.
Z powyższymi uprawnieniami powiązana była zdolność do działania wedle prawa cywilnego:
- ius conubii – prawo zawierania małżeństwa uznawanego przez rzymski porządek prawny,
- ius commercii – prawo uczestniczenia w obrocie prawno-majątkowym i dokonywania czynności prawa cywilnego,
- prawo uczestniczenia w procesie legisakcyjnym,
- testamenti factio activa – zdolność sporządzania ważnego testamentu,
- testamenti factio passiva – prawo dziedziczenia z rzymskiego testamentu.

Zdolność prawna mogła podlegać ograniczeniom poprzez umniejszenie czci obywatelskiej bądź podleganie władzy rodzinnej.
Zdolność do czynności prawnych obywatela ograniczała płeć, wiek oraz mogła zostać ograniczona jako efekt marnotrawstwa lub choroby umysłowej.

## Utrata obywatelstwa
Obywatel rzymski mógł stracić obywatelstwo w wyniku capitis deminutio media. Utratę obywatelstwa pociągała za sobą również utrata wolności – capitis deminutio maxima.

## Nadania obywatelstwa
W następstwie konfliktu Rzymu z jego sprzymierzeńcami, nadano ustawą z roku 89 p.n.e. (lex Iulia et Plautia Papiria) obywatelstwo wszystkim mieszkańcom Italii (Latynom).
Od czasów Klaudiusza obywatelstwo i prawo zawierania małżeństw nadawano żołnierzom Auxilii, którzy odsłużyli 25 lat w służbie Rzymu. Potwierdzeniem nadania przywileju były tzw. dyplomy wojskowe.
W roku 212 edyktem cesarza Karakalli (Constitutio Antoniniana) obywatelstwo uzyskali wszyscy mieszkańcy imperium, poza peregrynami „dediticii”.
Ostatecznie za cesarza Justyniana – w roku 530, objęto obywatelstwem wszystkich wolnych mieszkańców imperium.